# Chionaema propinqua

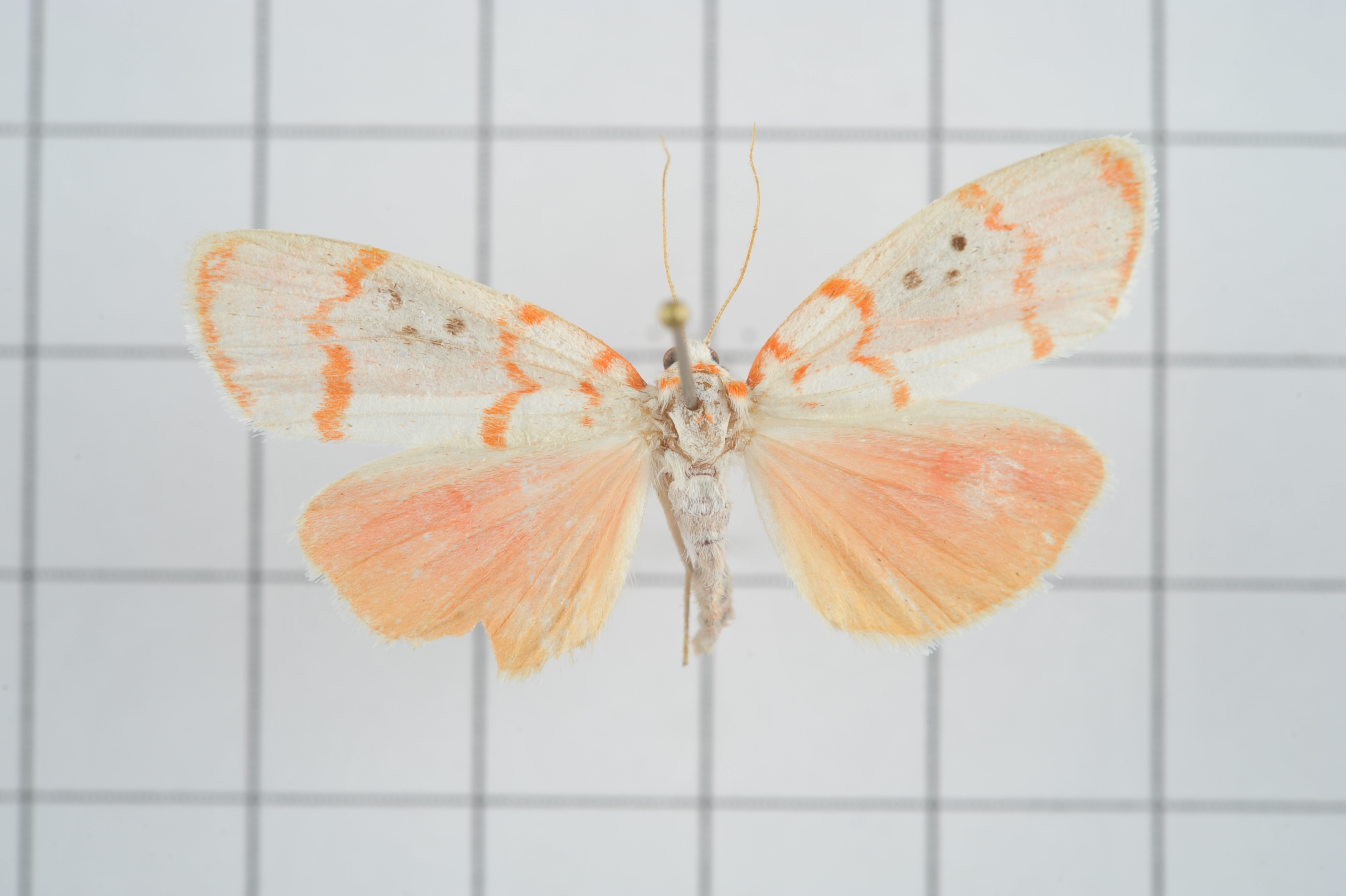
Chionaema propinqua

Chionaema propinqua är en fjärilsart som beskrevs av Alfred Ernest Wileman 1910. Chionaema propinqua ingår i släktet Chionaema och familjen björnspinnare. Inga underarter finns listade i Catalogue of Life.